# 兵庫県道331号姥ヶ茶屋伊丹線
兵庫県道331号姥ヶ茶屋伊丹線（ひょうごけんどう331ごう うばがちゃやいたみせん）は、兵庫県宝塚市から伊丹市に至る一般県道である。

## 概要
宝塚市安倉南1丁目から伊丹市大鹿7丁目に至る。なお、「姥ヶ茶屋」は、宝塚市安倉地区の旧字名（ただし、読みは「ばんがちゃや」）である。

### 路線データ
- 起点：宝塚市安倉南1丁目（安倉団地北交差点、兵庫県道142号米谷昆陽尼崎線交点）
- 終点：伊丹市大鹿7丁目（大鹿交差点、国道171号・兵庫県道332号山本伊丹線交点）
- 総延長：2.7 km

## 路線状況

### 別名
- 五合橋線
- 昆陽池緑地線

### 道路施設

#### 橋梁
- 中野橋（天神川、伊丹市）

### 通過する路線バス
- 伊丹市交通局

## 地理

### 通過する自治体
- 宝塚市
- 伊丹市

### 交差する道路
| 交差する道路                      | 市町村名 | 交差する場所 | 交差する場所            |
| --------------------------------- | -------- | ------------ | ----------------------- |
| 兵庫県道142号米谷昆陽尼崎線       | 宝塚市   | 安倉南1丁目  | 安倉団地北交差点 / 起点 |
| 兵庫県道335号中野中筋線           | 伊丹市   | 鴻池2丁目    | 鴻池交差点              |
| 兵庫県道333号寺本川西線           | 伊丹市   | 瑞原2丁目    |                         |
| 国道171号 兵庫県道332号山本伊丹線 | 伊丹市   | 大鹿7丁目    | 大鹿交差点 / 終点       |

### 沿線
- 伊丹市立天王寺川中学校
- 伊丹市立スポーツセンター
- 昆陽池公園
- 陸上自衛隊 千僧駐屯地